# Jem
Jem是新加坡裕廊东的一家购物中心。商场直接连接裕廊东地铁站。Jem拥有241个商铺单元，樓高6层，共有超过81.8万平方英尺的零售面积。Jem的名字是它的原名Jurong East Mall的缩写。Jem於2013年6月15日正式開張。